# Aha Excelsior

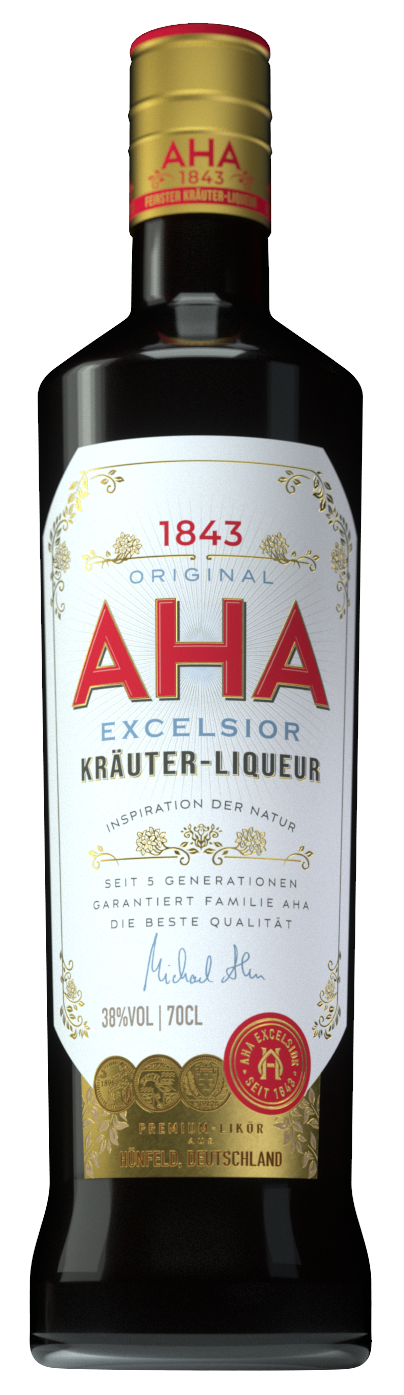
Aktuelle 70-cl-Flasche

Historisches Etikett (ca. 1900)

Aha Excelsior ist ein Kräuterlikör aus Hessen. 
Das traditionsreiche Getränk wird seit 1843 in Hünfeld, Hessen von der Familie Aha hergestellt und vertrieben. Der Gründer Franz-Carl Aha hat die Rezeptur aus dem Kloster Frauenberg in Fulda übernommen. Seither existiert dieses ehemalige Mönchs-Elixir unter dem Namen "Aha Excelsior".
Der Kräuterlikör enthält 38 % Alkohol und wird aus ca. 38 natürlichen Zutaten wie Kräutern und Gewürzen hergestellt. Er wird meistens pur als Digestif, oder in Form von Kurzen (Shots) getrunken.

## Geschichte
Im 17. Jahrhundert schufen Franziskaner-Mönche des Klosters Frauenberg in Fulda das Rezept für das alkoholische Getränk, das aus einer Mischung verschiedener Kräuter aus der Rhön und aller Welt besteht. 